# Phil Hogan
Phil Hogan (Kilkenny, 4 luglio 1960) è un politico irlandese, commissario europeo per l'agricoltura e lo sviluppo rurale nella Commissione Juncker dal 2014 al 2019, e dallo stesso anno fino al 2020 ha ricoperto la carica di commissario europeo per il commercio nella Commissione von der Leyen I.

## Biografia
Philip Hogan è nato a Kilkenny il 4 luglio 1960. Dopo gli studi nel St. Joseph's College di Freshford e nel St. Kieran's College di Kilkenny, ha ottenuto laurea e Bachelor of Arts in educazione all'University College Cork.
È separato e ha un figlio di nome Edward.

## Carriera politica
La carriera politica di Hogan è cominciata a livello locale come membro del Consiglio della Contea di Kilkenny dal 1982 al 2003, divenendone presidente due volte, nei bienni 1985-1986 e 1989-1990. Si è candidato, senza successo alle elezioni generali nel 1987 per la prima volta. È stato membro della Direzione sanitaria del Sud-est dal 1991 al 1999.
Dopo il fallimento elettorale del 1987, Hogan è stato eletto membro del Seanad Éireann tra il 1987 e il 1989, eletto dal gruppo elettorale degli industriali e dei commercianti. In questo periodo fu il portavoce del suo partito nelle commissioni Giustizia e Industria e Commercio della camera alta dell'Oireachtas.
Nelle elezioni generali del 1989 Hogan fu eletto al Dáil Éireann per la prima volta, conservando il suo seggio fino ad oggi.
Tra il dicembre 1994 e il febbraio 1995 è stato Ministro di Stato presso il Dipartimento delle Finanze, con la responsabilità specifica sull'Ufficio dei lavori pubblici, ma fu costretto a dimettersi per una fuga di notizie su alcuni elementi del bilancio. Dopo le sue dimissioni divenne capogruppo del Fine Gael in parlamento, posizione che ha conservato fino al 2001.
In vista delle elezioni generali del 2002 Hogan divenne Direttore dell'Organizzazione del partito, incarico che ebbe di nuovo per le elezioni generali del 2007. Dopo le dimissioni di Michael Noonan dalla guida del partito, a seguito della pesante sconfitta elettorale del 2002, Hogan si candidò a diventare nuovo leader, ma fu sconfitto da Enda Kenny.
Dopo le elezioni generali del 2011 Hogan fu nominato Ministro dell'ambiente, della comunità e del governo locale nel governo presieduto da Enda Kenny. Nel corso del suo incarico a partire dal 2012 ha avviato la riforma dell'amministrazione locale, che prevede l'abolizione dei consigli municipali, la fusione di alcune contee e la creazione dei "distretti municipali". La riforma, varata come Local Government Reform Act, dovrebbe entrare in vigore nel 2014, in concomitanza con le elezioni amministrative.

### Commissario europeo
Il 10 settembre 2014 è designato come commissario europeo dell'Irlanda in seno alla commissione Juncker, in cui gli viene affidato il portafoglio per l'agricoltura e lo sviluppo rurale.
Riconfermato nella commissione von der Leyen I, gli viene attribuito l'incarico di Commissario europeo per il commercio. Si dimette il 26 agosto 2020 a seguito dello scandalo provocato dalla notizia della sua partecipazione a un'affollata cena con alcuni membri del suo partito (inclusi alcuni senatori) in Irlanda, senza rispettare le misure di sicurezza introdotte per contenere la diffusione della pandemia di Covid-19 in Europa.